# Dissogenes
Genre
Dissogenes est un genre d'étoile de mer de la famille des Ophidiasteridae.

## Liste des espèces
Selon World Register of Marine Species (10 décembre 2014) :
- Dissogenes petersi Jangoux, 1981 -- Nouvelle-Calédonie
- Dissogenes styracia Fisher, 1913 -- Indonésie